# قلعه دختر رضاآباد
قلعه دختر رضاآباد مربوط به سده‌های میانه دوران‌های تاریخی پس از اسلام است و در شهرستان شاهرود، بخش بیارجمند، دهستان خوارتوران، روستای رضاآباد واقع شده و این اثر در تاریخ ۲۶ اسفند ۱۳۸۶ با شمارهٔ ثبت ۲۲۱۶۷ به‌عنوان یکی از آثار ملی ایران به ثبت رسیده است.